# Illinoia wahnaga
Illinoia wahnaga är en insektsart som först beskrevs av Hottes 1952.  Illinoia wahnaga ingår i släktet Illinoia och familjen långrörsbladlöss. Inga underarter finns listade i Catalogue of Life.